# Wijken en buurten in Hillegom
De Nederlandse gemeente Hillegom is voor statistische doeleinden onderverdeeld in wijken en buurten. De gemeente is verdeeld in de volgende statistische wijken:
- Wijk 00 (CBS-wijkcode:053400)

Een statistische wijk kan bestaan uit meerdere buurten. Onderstaande tabel geeft de buurtindeling met kentallen volgens het Centraal Bureau voor de Statistiek (2008):
| CBS-buurtcode | Buurtnaam                       | Inwonertal | Opp. totaal (ha) | Opp. land (ha) | Ligging                |
| ------------- | ------------------------------- | ---------- | ---------------- | -------------- | ---------------------- |
| BU05340000    | Hillegom                        | 7860       | 385              | 368            | Locatie in de gemeente |
| BU05340001    | Arnoud                          | 0          | 29               | 28             | Locatie in de gemeente |
| BU05340002    | Oosteinde                       | 450        | 83               | 80             | Locatie in de gemeente |
| BU05340003    | Meer en Dorp                    | 4960       | 99               | 95             | Locatie in de gemeente |
| BU05340004    | Elsbroekerpolder                | 6150       | 126              | 123            | Locatie in de gemeente |
| BU05340005    | Industrieterrein                | 210        | 25               | 24             | Locatie in de gemeente |
| BU05340008    | Treslong                        | 130        | 172              | 169            | Locatie in de gemeente |
| BU05340009    | Verspreide huizen in het Westen | 590        | 429              | 405            | Locatie in de gemeente |